# Liste de ponts du Japon
Cet article a pour vocation de présenter une liste de ponts remarquables du Japon, tant par leurs caractéristiques dimensionnelles, que par leur intérêt architectural ou historique.

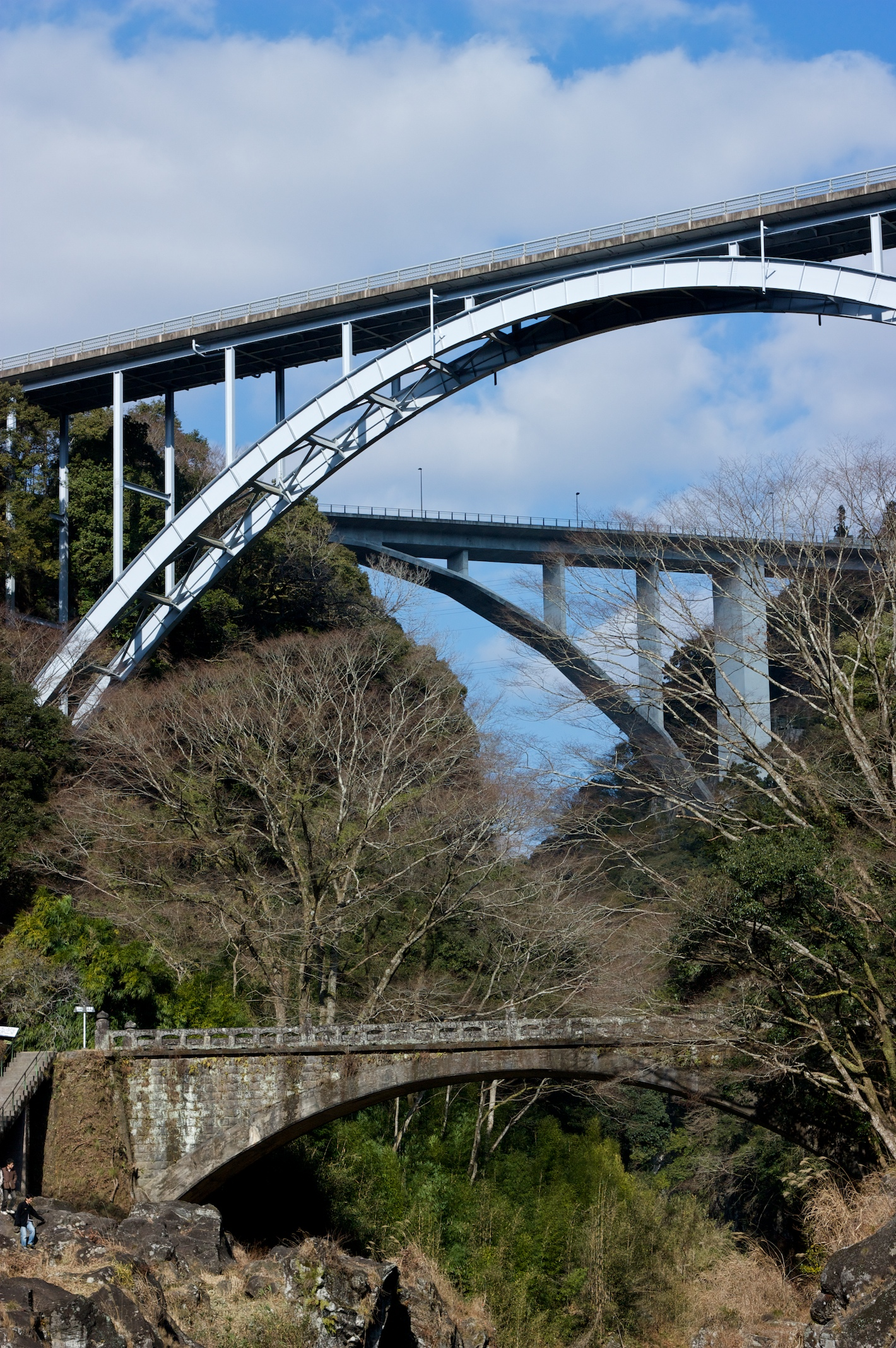
Les ponts en arc de la gorge Takachiho

Elle est présentée sous forme de tableaux récapitulant les caractéristiques des différents ouvrages proposés, et peut-être triée selon les diverses entrées pour voir ainsi un type de pont particulier ou les ouvrages les plus récents par exemple. La seconde colonne donne la classification de l'ouvrage parmi ceux présentés, les colonnes Portée et Long. (longueur) sont exprimées en mètres et enfin Date indique la date de mise en service du pont.

## Ponts présentant un intérêt historique
Au même titre que les monuments historiques en France, certains ouvrages japonais ont obtenu des distinctions officielles décernées par l'Agence des Affaires Culturelles parmi lesquelles figurent les trésors nationaux (国宝, kokuhō) et les biens culturels du Japon (有形文化財, yūkei bunkazai).
Le tableau suivant montre une liste non exhaustive de ponts ayant reçu ce type de distinction ou ayant eu un rôle important dans un fait notable de l'histoire du Japon.
|  |    | Nom                        | Japonais           | Distinction                                                                                                | Long. | Type                                                                 | Voie portée Voie franchie                                      | Date | Localisation                                  | Préfecture             | Ref.     |
|  | -- | -------------------------- | ------------------ | --- | ----- | -------------------------------------------------------------------- | -------------------------------------------------------------- | ---- | --------------------------------------------- | ---------------------- | -------- |
|  | 1  | Kazurabashi                | かずら橋           | Pont suspendu primitif                                                                                     | 45    | Suspendu Lianes tissée, câbles en acier                              | Passerelle Iya                                                 |      | Miyoshi 33° 52′ 30,7″ N, 133° 50′ 06,3″ E     | Tokushima              | [ 1 ]    |
|  | 2  | Okuiya Niju Kazurabashi    | 奥祖谷二重かずら橋 | Pont suspendu primitif                                                                                     | 42    | Suspendu Lianes tissée, câbles en acier                              | Passerelle Iya                                                 |      | Miyoshi 33° 51′ 12,6″ N, 134° 02′ 44,6″ E     | Tokushima              |          |
|  | 3  | Pont Megane (Nagasaki)     | 眼鏡橋             | Propriété culturelle importante (1960)                                                                     | 22    | Maçonnerie 2 arches plein cintre                                     | Pont piétonnier Nakashima                                      | 1634 | Nagasaki 32° 44′ 49,8″ N, 129° 52′ 48,3″ E    | Nagasaki               | [ B 1 ]  |
|  | 4  | Kintai kyo                 | 錦帯橋             | Portée : 35,1 mètres Trésor national (1922)                                                                | 193   | Arc Poutres bois, piles maçonnerie 35x3                              | Pont piétonnier Nishiki                                        | 1673 | Iwakuni 34° 10′ 03,5″ N, 132° 10′ 41,9″ E     | Yamaguchi              | [ 2 ]    |
|  | 5  | Saruhashi                  | 猿橋               | Situé sur la Kōshū Kaidō                                                                                   | 31    | Poutres Bois en porte à faux                                         | Pont piétonnier Katsura-gawa                                   | 1756 | Ōtsuki 35° 36′ 56,5″ N, 138° 58′ 48,7″ E      | Yamanashi              | [ 3 ]    |
|  | 6  | Pont Megane                | 眼鏡橋 (諫早市)    | | 49    | Maçonnerie 2 arches segmentaires 18+18                               | Pont piétonnier Étang du parc Isahaya                          | 1839 | Isahaya 32° 50′ 43,5″ N, 130° 02′ 56,7″ E     | Nagasaki               |          |
|  | 7  | Pont Reitai                | 霊台橋             | Propriété culturelle importante (1967)                                                                     |       | Maçonnerie 1 arche plein cintre                                      | Midori-gawa                                                    | 1847 | Misato 32° 37′ 45″ N, 130° 53′ 18″ E          | Kumamoto               | [ B 2 ]  |
|  | 8  | Pont de Tsūjun             | 通潤橋             | Plus grand pont-aqueduc en maçonnerie du Japon Portée : 27,3 mètres Propriété culturelle importante (1960) | 84    | Maçonnerie 271 arche segmentaire Aqueduc                             |                                                                | 1854 | Yamato 32° 40′ 54,2″ N, 130° 59′ 37,2″ E      | Kumamoto               | [ B 3 ]  |
|  | 9  | Sayabashi                  | 鞘橋               | Contribution au paysage historique du pays                                                                 | 23    | Pont couvert en bois                                                 | Pont piétonnier Kanakura-gawa                                  | 1869 | Kotohira 34° 11′ 08,3″ N, 133° 49′ 17,9″ E    | Kagawa                 | [ B 4 ]  |
|  | 10 | Pont en fonte de Mikohata  | 神子畑鋳鉄橋       | Propriété culturelle importante (1977)                                                                     | 16    | Arc Fonte                                                            | Mikobata-gawa                                                  | 1885 | Asago 35° 15′ 04,7″ N, 134° 44′ 00,3″ E       | Hyōgo                  | [ B 5 ]  |
|  | 11 | Nijūbashi                  | 二重橋             | Mène vers le château d'Edo                                                                                 |       | Arc                                                                  | Pont piétonnier Douves du château d'Edo                        | 1888 | Tokyo 35° 40′ 48,8″ N, 139° 45′ 12,9″ E       | Tokyo Chiyoda          |          |
|  | 12 | Pont de la porte de pierre | 皇居正門石橋       | Mène vers le château d'Edo                                                                                 |       | Maçonnerie 2 arches segmentaires                                     | Pont piétonnier Douves du château d'Edo                        | 1888 | Tokyo 35° 40′ 47,9″ N, 139° 45′ 16,9″ E       | Tokyo Chiyoda          |          |
|  | 13 | Nihonbashi                 | 日本橋             | Propriété culturelle importante (1999)                                                                     | 49    | Maçonnerie 2 arches segmentaires                                     | Chuo Dori 1 Nihonbashi                                         | 1911 | Tokyo 35° 41′ 02,6″ N, 139° 46′ 28,1″ E       | Tokyo Chūō-ku          | [ B 6 ]  |
|  | 14 | Pont Mino                  | 美濃橋             | Plus vieux pont suspendu moderne du Japon Propriété culturelle importante (2003)                           | 116   | Suspendu Tablier treillis acier, platelage bois, pylônes béton       | Passerelle Nagara-gawa                                         | 1916 | Mino 35° 33′ 08″ N, 136° 54′ 36,6″ E          | Gifu                   | [ 4 ]    |
|  | 15 | Pont Momosuke              | 桃介橋             | Propriété culturelle importante (1994)                                                                     | 248   | Suspendu 3 piles en maçonnerie, tablier bois 24+104+104+24           | Passerelle Kiso-gawa                                           | 1922 | Nagiso 35° 36′ 02,9″ N, 137° 36′ 24,6″ E      | Nagano                 |          |
|  | 16 | Pont Minamikawati          | 南河内橋           | Propriété culturelle importante (2006)                                                                     | 133   | Pont lenticulaire Treillis acier                                     | Pont piétonnier Itabitsu                                       | 1926 | Kitakyūshū 33° 49′ 38,3″ N, 130° 48′ 03,8″ E  | Fukuoka                | [ B 7 ]  |
|  | 17 | Pont Eitai                 | 永代橋             | Propriété culturelle importante (2007)                                                                     | 185   | Arc Acier, tablier suspendu                                          | Eitai Dori 10 Sumida-gawa                                      | 1926 | Tokyo 35° 40′ 34,6″ N, 139° 47′ 15,2″ E       | Tōkyō Chūō-ku - Kōtō   | [ B 8 ]  |
|  | 18 | Pont Hijiri                | 聖橋               | | 92    | Arc Béton, tablier porté                                             | Hongo Dori 403 Kanda-gawa                                      | 1927 | Tokyo 35° 41′ 59,2″ N, 139° 45′ 55,9″ E       | Tokyo Bunkyō - Chiyoda | [ 5 ]    |
|  | 19 | Pont Kiyosu                | 清洲橋             | Propriété culturelle importante (2007)                                                                     | 186   | Suspendu Auto-ancré, à chaînes, tablier poutres acier, pylônes acier | Kiyosu-bashi Dori 474 Sumida-gawa                              | 1928 | Tokyo 35° 40′ 56,6″ N, 139° 47′ 30,8″ E       | Tokyo Chūō-ku - Kōtō   | [ B 9 ]  |
|  | 20 | Pont Bandai                | 萬代橋             | Propriété culturelle importante (2004)                                                                     | 307   | Arc Béton, recouvert de granit                                       | Japan National Route 7 Shinano-gawa                            | 1929 | Niigata 37° 55′ 10,4″ N, 139° 03′ 11,2″ E     | Niigata                |          |
|  | 21 | Pont Aioi                  | 相生橋             | Pont pris pour cible lors du bombardement atomique de Hiroshima                                            | 123   | Poutres Acier                                                        | Aioi Dori 183 Ōta-gawa                                         | 1932 | Hiroshima 34° 23′ 47,3″ N, 132° 27′ 09,2″ E   | Hiroshima              | [ 6 ]    |
|  | 22 | Pont levant de Chikugo     | 筑後川昇開橋       | Propriété culturelle importante (2003) Patrimoine du Génie Mécanique (2007)                                | 507   | Treillis Acier Pont levant                                           | Pont piétonnier Saga Railway Line (fermé en 1987) Chikugo-gawa | 1935 | Saga Ōkawa 33° 12′ 52,9″ N, 130° 21′ 45,1″ E  | Saga Fukuoka           | ,        |
|  | 23 | Pont de Taushubetsu        | タウシュベツ橋梁   | Pont ferroviaire en béton inutilisé depuis 1955 rappelant les ponts romains                                |       | Arc Béton                                                            | Hors service Taushubetsu-gawa                                  | 1937 | Kamishihoro 43° 24′ 56,1″ N, 143° 11′ 21,5″ E | Hokkaidō               |          |
|  | 24 | Pont Kachidoki             | 勝鬨橋             | Propriété culturelle importante (2007)                                                                     | 246   | Arc Acier, tablier suspendu Pont basculant (travée centrale)         | Harumi Dori 304 Sumida-gawa                                    | 1940 | Tokyo 35° 39′ 44,1″ N, 139° 46′ 29,6″ E       | Tokyo Chūō-ku          | [ B 11 ] |
|  | 25 | Pont Soribashi             | 反橋               | Sanctuaire d'Itsukushima · Patrimoine mondial (1996) · Propriété culturelle importante                     | 20    | Pont sur tréteaux Bois, pont lune                                    | Pont piétonnier                                                |      | Miyajima 34° 17′ 43,2″ N, 132° 19′ 10,3″ E    | Hiroshima              | ,        |

## Ponts présentant un intérêt architectural
Les ouvrages de plus de 200 m de portée sont classés dans la partie « grands ponts ».
|  |    | Nom                                | Japonais           | Distinction | Long.   | Type                                                                                        | Voie portée Voie franchie                                 | Date | Localisation                                           | Préfecture             | Ref.   |
|  | -- | ---------------------------------- | ------------------ | --- | ------- | ------------------------------------------------------------------------------------------- | --------------------------------------------------------- | ---- | ------------------------------------------------------ | ---------------------- | ------ |
|  | 1  | Pont Gassho                        | 合掌大橋           | Le pylône est inspiré des habitations des villages historiques de Shirakawa-gō et Gokayama · Patrimoine mondial (1996) | 440     | Haubané Monopylône, tablier caisson acier, pylône acier 167+167                             | Japan National Route 156 Shō-gawa                         | 1976 | Shirakawa-gō - Nanto 36° 20′ 42,2″ N, 136° 52′ 37,1″ E | Gifu Toyama            | [ 10 ] |
|  | 2  | Pont circulaire de Kawazu-Nanadaru | 河津七滝高架橋     | Prix Tanaka 1981 | 1064    | Poutre-caisson Acier                                                                        | Japan National Route 414                                  | 1981 | Kawazu 34° 47′ 31″ N, 138° 56′ 19,4″ E                 | Shizuoka               | ,      |
|  | 3  | Pont Chuo                          | 中央大橋           | | 211     | Haubané Monopylône, tablier poutres acier, pylône acier                                     | Tokyo Route 463 Sumida-gawa                               | 1993 | Tokyo 35° 40′ 17,3″ N, 139° 47′ 04,2″ E                | Tokyo Chūō-ku          |        |
|  | 4  | Pont Shirakobato                   | しらこばと橋       | | 145     | Haubané Monopylône, tablier acier, pylône incliné acier                                     | Saitama Prefectural road No. 115 Motoarakawa              | 1994 | Koshigaya 35° 53′ 18,1″ N, 139° 47′ 54,5″ E            | Saitama                |        |
|  | 5  | Pont Shiosai                       | 潮騒橋             | Prix Tanaka 1995 | 232     | Lenticulaire Béton 55+61+61+55                                                              | Pont piétonnier Kikukawa                                  | 1995 | Kakegawa 34° 38′ 54,5″ N, 138° 03′ 43″ E               | Shizuoka               | ,      |
|  | 6  | Pont de la Téléportation           | テレポートブリッジ | | 341     | Haubané Monopylône, tablier acier, pylône incliné acier                                     | Pont piétonnier Metropolitan Expy Bayshore Route          | 1996 | Tokyo 35° 37′ 41,3″ N, 139° 46′ 44,6″ E                | Tokyo Kōtō - Minato-ku |        |
|  | 7  | Pont Yumetsuri                     | 夢吊橋             | Prix Tanaka 1996 | 172     | Pont caténaire Béton Portée : 147 mètres                                                    | Pont piétonnier Ashida-gawa                               | 1996 | Fuchū 34° 35′ 08,8″ N, 133° 08′ 26,1″ E                | Hiroshima              | ,      |
|  | 8  | Pont Ushibuka-Haiya                | 牛深ハイヤ大橋     | Prix Tanaka 1997 Civil Engineering Design Prize 2001 Design par Renzo Piano                                            | 883     | Poutre-caisson Acier                                                                        | Mer de Chine orientale                                    | 1997 | Ushibuka 32° 11′ 31,8″ N, 130° 01′ 37,8″ E             | Kumamoto               | ,      |
|  | 9  | Pont Kujira                        | くじら橋           | Prix Tanaka 1997 | 107     | Poutre-caisson Béton précontraint Portée : 100 mètres                                       |                                                           | 1997 | Inagi 35° 38′ 04″ N, 139° 29′ 08,4″ E                  | Tokyo                  | ,      |
|  | 10 | Ponts Raiden Todoroki              | 雷電廿六木橋       | Civil Engineering Design Prize 2010                                                                                    | 345 270 | Poutre-caisson Béton précontraint 2 ouvrages 34+75+125+75+34 35+50+75+65+45                 | Japan National Route 140 Nakatsugawa                      | 1998 | Chichibu 35° 57′ 23,9″ N, 138° 54′ 17″ E               | Saitama                | ,      |
|  | 11 | Grand pont Goshiki Zakura          | 五色桜大橋         | Prix Tanaka 2002 |         | Arc Acier, 2 niveaux bow-string Portée : 142 mètres                                         | Ojikita Metropolitan Expressway Central Circular Ara-kawa | 2002 | Tokyo 35° 45′ 54,7″ N, 139° 45′ 36,1″ E                | Tokyo Adachi           | ,      |
|  | 12 | Pont Oboro                         | 朧大橋             | Prix Tanaka 2002 Civil Engineering Design Prize 2004                                                                   | 293     | Arc Béton, tablier porté Portée : 172 mètres                                                | Fukuoka prefectural road No. 798                          | 2002 | Kurume 33° 16′ 36,8″ N, 130° 37′ 50,5″ E               | Fukuoka                | ,      |
|  | 13 | Pont Seiun (Tokushima)             | 青雲橋             | Prix Tanaka 2004 Prix FIB 2006 Structure Exceptionnelle en Béton                                                       | 97      | Travée sous bandée Tablier dalle béton Portée : 90 mètres                                   | Yoshino                                                   | 2004 | Miyoshi 33° 57′ 34,9″ N, 133° 44′ 42,3″ E              | Tokushima              | ,      |
|  | 14 | Pont Omiodori                      | 近江大鳥橋         | Prix Tanaka 2007 | 555     | Extradossé Tablier mixte acier/béton, pylônes béton 2 ouvrages 137+170+115+67 152+160+90+72 | Shin-Meishin Expy                                         | 2007 | Ōtsu - Kōka 34° 56′ 27,7″ N, 136° 01′ 57,4″ E          | Shiga                  | ,      |
|  | 15 | Pont Fudo                          | 不動大橋           | Plus petit rapport hauteur (6 mètres) / portée (155 mètres) pour un treillis composite au Japon Prix Tanaka 2010       | 590     | Extradossé Tablier caisson mixte acier/béton, pylônes béton 63+125+155+155+88               | Gunma Prefectural Road No. 375 Agatsuma                   | 2010 | Naganohara 36° 32′ 43,8″ N, 138° 41′ 13,9″ E           | Gunma                  | [ 23 ] |

## Grands ponts
Ce tableau présente les ouvrages ayant des portées supérieures à 200 m ou des longueurs totales de plus de 3 000 m (liste non exhaustive).
|                 |     | Nom                                           | Japonais             | Portée   | Long. | Type                                                                                                  | Voie portée Voie franchie                                                  | Date      | Localisation                                                          | Préfecture           | Ref.       |
| --------------- | --- | --------------------------------------------- | -------------------- | -------- | ----- | --- | -------------------------------------------------------------------------- | --------- | --------------------------------------------------------------------- | -------------------- | ---------- |
|                 | 1   | Pont du détroit d'Akashi                      | 明石海峡大橋         | 1991     | 3911  | Suspendu Tablier treillis acier, pylônes acier 960+1991+960                                           | Kobe-Awaji-Naruto Expy Détroit d'Akashi                                    | 1998      | Kobe - Île d'Awaji 34° 37′ 01,3″ N, 135° 01′ 18,9″ E                  | Hyōgo                | ,          |
|                 | 2   | Grand pont de Seto Pont de Minami Bisan-Seto  | 南備讃瀬戸大橋       | 1100     | 13100 | Suspendu Tablier treillis acier à 2 niveaux, pylônes acier 274+1100+274                               | Seto-Chūō Expy Seto-Ōhashi Line Mer intérieure de Seto                     | 1989      | Sakaide - Île Yoshima 34° 21′ 50″ N, 133° 49′ 30,7″ E                 | Kagawa               | [ 24 ]     |
|                 | 3   | Troisième pont de Kurushima-Kaikyo            | 来島海峡第三大橋     | 1030     | 4105  | Suspendu Tablier caisson acier, pylônes acier 87x3+1030+93x3                                          | Nishiseto Expy Mer intérieure de Seto                                      | 1999      | Imabari - Île Umashima 34° 06′ 54,9″ N, 132° 59′ 03,6″ E              | Ehime                | [ H 2 ]    |
|                 | 4   | Second pont de Kurushima-Kaikyo               | 来島海峡第二大橋     | 1020     | 4105  | Suspendu Tablier caisson acier, pylônes acier 250+1020+62x4                                           | Nishiseto Expy Mer intérieure de Seto                                      | 1999      | Île Umashima - Île d'Ōshima 34° 07′ 16″ N, 133° 00′ 00,7″ E           | Ehime                | [ H 2 ]    |
|                 | 5   | Grand pont de Seto Pont de Kita Bisan-Seto    | 北備讃瀬戸大橋       | 990      | 13100 | Suspendu Tablier treillis acier à 2 niveaux, pylônes acier 274+990+274                                | Seto-Chūō Expy Seto-Ōhashi Line Mer intérieure de Seto                     | 1988      | Sakaide - Île Yoshima 34° 22′ 42,4″ N, 133° 49′ 13,2″ E               | Kagawa               | [ 24 ]     |
|                 | 6   | Grand pont de Seto Pont de Shimotsui-Seto     | 下津井瀬戸大橋       | 940      | 13100 | Suspendu Tablier treillis acier à 2 niveaux, pylônes acier 130+940+130                                | Seto-Chūō Expy Seto-Ōhashi Line Mer intérieure de Seto                     | 1988      | Kojima - Île Hitsuishijima 34° 25′ 52,4″ N, 133° 48′ 23,2″ E          | Okayama              | [ 24 ]     |
|                 | 7   | Pont de Tatara                                | 多々羅大橋           | 890      | 1480  | Haubané Tablier caisson acier, pylônes acier 164+890+257+63                                           | Nishiseto Expy Mer intérieure de Seto                                      | 1999      | Île Ikuchi - Île Ōmishima 34° 15′ 35,7″ N, 133° 03′ 52,6″ E           | Hiroshima Ehime      |            |
|                 | 8   | Pont Ōnaruto                                  | 大鳴門橋             | 876      | 1629  | Suspendu Tablier treillis acier, pylônes acier 93+330+876+330                                         | Kobe-Awaji-Naruto Expy Détroit de Naruto                                   | 1985      | Naruto - Île d'Awaji 34° 14′ 19,5″ N, 134° 39′ 01,1″ E                | Tokushima Hyōgo      | ,          |
|                 | 9   | Pont Innoshima                                | 因島大橋             | 770      | 1270  | Suspendu Tablier treillis acier, pylônes acier 250+770+250                                            | Nishiseto Expy Mer intérieure de Seto                                      | 1983      | Île Innoshima - Île Mukoujima 34° 21′ 25,7″ N, 133° 10′ 49,5″ E       | Hiroshima            | ,          |
|                 | 10  | Pont Akinada                                  | 安芸灘大橋           | 750      | 1175  | Suspendu Tablier caisson acier, pylônes acier 170+750+255                                             | Aki-nada Ohashi Toll Rd. Mer intérieure de Seto                            | 2000      | Kure - Île Shimokamagari 34° 12′ 22,4″ N, 132° 40′ 45,8″ E            | Hiroshima            | ,          |
|                 | 11  | Pont Hakuchō                                  | 白鳥大橋             | 720      | 1540  | Suspendu Tablier caisson acier, pylônes acier 80+330+720+330+80                                       | Japan National Route 37 Baie d'Uchiura                                     | 1998      | Muroran 42° 21′ 10,4″ N, 140° 57′ 01,2″ E                             | Hokkaidō             | ,          |
|                 | 12  | Pont Kanmon                                   | 関門橋               | 712      | 1068  | Suspendu Tablier treillis acier, pylônes acier                                                        | Chūgoku Expy Asian Highway 1 Détroit de Kammon                             | 1973      | Kitakyūshū - Shimonoseki 33° 57′ 42,2″ N, 130° 57′ 31,3″ E            | Fukuoka Yamaguchi    | ,          |
|                 | 13  | Premier pont de Kurushima-Kaikyo              | 来島海峡第一大橋     | 600      | 4105  | Suspendu Tablier caisson acier, pylônes acier 50+140+600+170                                          | Nishiseto Expy Mer intérieure de Seto                                      | 1999      | Île Umashima - Île Ōshima 34° 07′ 32,9″ N, 133° 00′ 45,1″ E           | Ehime                | [ H 2 ]    |
|                 | 14  | Pont Meiko-Chuo                               | 名港中央大橋         | 590      |       | Haubané Tablier caisson acier, pylônes acier                                                          | Isewangan Expy Baie d'Ise                                                  | 1998      | Nagoya 35° 03′ 12,5″ N, 136° 51′ 37,2″ E                              | Aichi                |            |
|                 | 15  | Rainbow Bridge                                | レインボーブリッジ   | 570      | 3750  | Suspendu Tablier treillis acier à 2 niveaux, pylônes acier                                            | Shuto Expy No. 11 Daiba Route Baie de Tokyo                                | 1993      | Tokyo 35° 38′ 11,6″ N, 139° 45′ 47,4″ E                               | Tokyo Minato-ku      | [ 29 ]     |
|                 | 16  | Pont Hakata-Ōshima                            | 伯方・大島大橋       | 560      | 1193  | Suspendu Tablier caisson acier, pylônes acier Travée unique                                           | Nishiseto Expy Mer intérieure de Seto                                      | 1988      | Île Ōshima - Île Hakata 34° 11′ 32,2″ N, 133° 04′ 20,2″ E             | Ehime                | [ H 2 ]    |
|                 | 17  | Pont Toyoshima                                | 豊島大橋             | 540      | 930   | Suspendu Tablier caisson acier, pylônes acier                                                         | Hiroshima prefectural road No. 356 Mer intérieure de Seto                  | 2008      | Île Teshima - Île Kami-Kamagari 34° 10′ 35,1″ N, 132° 46′ 06,9″ E     | Hiroshima            | ,          |
|                 | 18  | Pont de Minato                                | 港大橋               | 510      |       | Poutres cantilever Acier 2 niveaux 235+510+235                                                        | Hanshin Expy N°4 Bayshore Route Route 5 Bayshore Line Baie d'Osaka         | 1973      | Ōsaka 34° 38′ 40,9″ N, 135° 26′ 17,2″ E                               | Ōsaka                |            |
|                 | 19  | Pont Tsurumi Tsubasa                          | 鶴見つばさ橋         | 510      |       | Haubané Tablier caisson acier, pylônes acier                                                          | Metropolitan Expressway Bayshore Route Port de Yokohama Baie de Tokyo      | 1994      | Yokohama 35° 28′ 19,3″ N, 139° 41′ 57,1″ E                            | Kanagawa             | [ 32 ]     |
|                 | 20  | Pont Ikuchi                                   | 生口橋               | 490      |       | Haubané Tablier caisson acier, pylônes acier 50x3+490+50x3                                            | Nishiseto Expy Mer intérieure de Seto                                      | 1991      | Île Innoshima - Île Ikuchi 34° 18′ 14,7″ N, 133° 09′ 00,2″ E          | Hiroshima            |            |
|                 | 21  | Pont Higashi Kobe                             | 東神戸大橋           | 485      |       | Haubané Tablier treillis acier à 2 niveaux, pylônes acier 73+127+485+127+73                           | Hanshin Expy N°4 Bayshore Route Baie d'Osaka                               | 1992      | Kobe 34° 42′ 34,4″ N, 135° 17′ 23,5″ E                                | Hyōgo                |            |
|                 | 22  | Pont Megami                                   | 女神大橋             | 480      |       | Haubané Tablier caisson acier, pylônes acier 200+480+200                                              | Nagasaki Megami Ohashi Rd. Port de Nagasaki                                | 2006      | Nagasaki 32° 43′ 17,5″ N, 129° 50′ 58,5″ E                            | Nagasaki             |            |
|                 | 23  | Pont Hirado                                   | 平戸大橋             | 465      | 880   | Suspendu Tablier treillis acier, pylônes acier 48+47+465+54                                           | Japan National Route 383 Détroit d'Hirado Mer de Chine orientale           | 1977      | Hirado - Tabirahiradoguchi 33° 21′ 25″ N, 129° 34′ 20,6″ E            | Nagasaki             | [ 33 ]     |
|                 | 24  | Pont de la baie de Yokohama                   | 横浜ベイブリッジ     | 460      |       | Haubané Tablier treillis acier à 2 niveaux, pylônes acier 200+460+200                                 | Metropolitan Expressway Bayshore Route Port de Yokohama Baie de Tokyo      | 1989      | Yokohama 35° 27′ 16,9″ N, 139° 40′ 26,5″ E                            | Kanagawa             |            |
|                 | 25  | Tokyo Gate Bridge                             | 東京ゲートブリッジ   | 440      | 2933  | Poutres cantilever Acier 160+440+160                                                                  | 4 voies routières Baie de Tokyo                                            | 2012      | Tokyo 35° 36′ 37,7″ N, 139° 49′ 34,3″ E                               | Tokyo Kōtō - Ōta     | [ 34 ]     |
|                 | 26  | Grand pont de Seto Pont Iwakurojima           | 岩黒島橋             | 420      | 13100 | Haubané Tablier treillis acier à 2 niveaux, pylônes acier 185+420+185                                 | Seto-Chūō Expy Seto-Ōhashi Line Mer intérieure de Seto                     | 1988      | Île Yoshima - Île Iwakurojima 34° 24′ 06″ N, 133° 48′ 32,1″ E         | Kagawa               | [ 24 ]     |
|                 | 27  | Grand pont de Seto Pont Hitsuishijima         | 櫃石島橋             | 420      | 13100 | Haubané Tablier treillis acier à 2 niveaux, pylônes acier 185+420+185                                 | Seto-Chūō Expy Seto-Ōhashi Line Mer intérieure de Seto                     | 1988      | Île Hitsuishijima - Île Iwakurojima 34° 24′ 34,1″ N, 133° 48′ 24,8″ E | Kagawa               | [ 24 ]     |
|                 | 28  | Pont Meiko-Higashi                            | 名港東大橋           | 410      |       | Haubané Tablier caisson acier, pylônes acier                                                          | Isewangan Expy Baie d'Ise                                                  | 1998      | Nagoya 35° 03′ 12,7″ N, 136° 52′ 42,6″ E                              | Aichi                |            |
|                 | 29  | Pont Meiko Nishi                              | 名港西大橋           | 406      |       | Haubané Tablier caisson acier, pylônes acier 2 ouvrages jumelés                                       | Isewangan Expy Baie d'Ise                                                  | 1985 1997 | Nagoya 35° 03′ 06,6″ N, 136° 50′ 03,4″ E                              | Aichi                |            |
|                 | 30  | Pont Ikitsuki                                 | 生月大橋             | 400      | 960   | Treillis Acier                                                                                        | Nagasaki prefectural road 42 Mer de Chine orientale                        | 1991      | Ikitsuki 33° 21′ 11″ N, 129° 26′ 18,9″ E                              | Nagasaki             |            |
|                 | 31  | Pont Takashima Hizen                          | 鷹島肥前大橋         | 400      | 1251  | Haubané Tablier caisson acier, pylônes béton                                                          | Nagasaki prefectural road 109 Saga prefectural road 109 Hibisuido          | 2009      | Île Takashima - Hizen 33° 26′ 22,1″ N, 129° 47′ 14,9″ E               | Nagasaki Saga        | [ 35 ]     |
|                 | 32  | Pont de l'aéroport d'Hiroshima                | 広島空港大橋         | 380      | 800   | Arc Acier, tablier porté                                                                              | Hiroshima prefectural road No. 49 Hiroshima Central Flight Road Numatagawa | 2010      | Hiroshima 34° 27′ 26,7″ N, 132° 55′ 37,2″ E                           | Hiroshima            |            |
|                 | 33  | Pont du détroit de Wakato                     | 若戸大橋             | 367      | 2100  | Suspendu Tablier treillis acier, pylônes acier                                                        | Japan National Route 199 Baie de Dokai                                     | 1962      | Kitakyūshū 33° 54′ 10,1″ N, 130° 48′ 59,6″ E                          | Fukuoka              | [ 36 ]     |
|                 | 34  | Pont Shin-Minato                              | 新湊大橋             | 360      | 3600  | Haubané Tablier caisson acier, pylônes acier 60x2+360+60x2                                            | Baie de Toyama - Port d'Imizu                                              | 2012      | Imizu 36° 46′ 33″ N, 137° 06′ 56″ E                                   | Toyama               | ,          |
|                 | 35  | Pont Yamatogawa                               | 大和川橋梁           | 355      | 653   | Haubané Tablier caisson acier, pylônes acier, piles béton, suspension axiale                          | Hanshin Expy N°4 Bayshore Route Yamatogawa                                 | 1985      | Ōsaka - Sakai 34° 36′ 17,2″ N, 135° 27′ 31,8″ E                       | Ōsaka                |            |
|                 | 36  | Pont Tenpozan                                 | 天保山大橋           | 350      |       | Haubané Tablier caisson acier, pylônes acier                                                          | Hanshin Expy Wangan Line No. 5 Baie d'Osaka                                | 1990      | Ōsaka 34° 39′ 34,5″ N, 135° 25′ 57,1″ E                               | Ōsaka                |            |
|                 | 37  | Maizuru Crane Bridge                          | 舞鶴クレインブリッジ | 350      | 735   | Haubané Tablier caisson acier, pylônes acier 160+350+160                                              | Baie de Maizuru                                                            | 1998      | Maizuru 35° 30′ 35,2″ N, 135° 23′ 16,2″ E                             | Kyōto                | [ 39 ]     |
|                 | 38  | Pont Ōshima (Nagasaki)                        | 大島大橋             | 350      |       | Haubané Tablier caisson acier, pylônes acier                                                          | Nagasaki prefectural road No. 52 Mer de Chine orientale                    | 1999      | Sakaisai - Île d'Ōshima 33° 02′ 15,2″ N, 129° 38′ 30,7″ E             | Nagasaki             | [ 40 ]     |
|                 | 39  | Pont Mihara                                   | 美原大橋             | 340      | 973   | Haubané Tablier caisson acier, pylônes acier, piles béton                                             | Japan National Route 337 Ishikari-gawa                                     | 2005      | Ebetsu 43° 07′ 10,9″ N, 141° 34′ 54,6″ E                              | Hokkaidō             |            |
|                 | 40  | Pont Ōshima (Yamaguchi)                       | 大島大橋 (山口県)    | 325      |       | Treillis Acier 200+325+200                                                                            | Japan National Route 437 Mer intérieure de Seto                            | 1976      | Yanai - Suō-Ōshima 33° 57′ 29,6″ N, 132° 11′ 07,2″ E                  | Yamaguchi            |            |
|                 | 41  | Pont Ikina                                    | 生名橋               | 315      | 515   | Haubané Tablier caisson béton, pylônes béton 98+315+98                                                | Ehime Prefectural Road No. 338 Mer intérieure de Seto                      | 2011      | Kamijima 34° 15′ 26,4″ N, 133° 11′ 14,6″ E                            | Ehime                |            |
|                 | 42  | Pont Shin Kizugawa                            | 新木津川大橋         | 305      | 495   | Arc Acier, tablier intermédiaire                                                                      | Kizugawa                                                                   | 1994      | Ōsaka 34° 37′ 33″ N, 135° 27′ 46,9″ E                                 | Ōsaka                |            |
|                 | 43  | Pont Tenmon                                   | 天門橋               | 300      |       | Treillis Acier 100+300+100                                                                            | Japan National Route 266 Mer d'Ariake                                      | 1966      | Misumi - Ōyano 32° 36′ 39,9″ N, 130° 27′ 31,7″ E                      | Kumamoto             |            |
|                 | 44  | Pont Kuronoseto                               | 黒之瀬戸大橋         | 300      |       | Treillis Acier                                                                                        |                                                                            | 1974      | Izumi - Nagashima 32° 06′ 22″ N, 130° 10′ 26″ E                       | Kagoshima            |            |
|                 | 45  | Pont Konohana                                 | 此花大橋             | 300      | 540   | Suspendu Auto-ancré, tablier caisson acier, pylônes acier, piles béton, suspension axiale 120+300+120 | Baie d'Osaka                                                               | 1987      | Ōsaka 34° 39′ 59,3″ N, 135° 24′ 52,8″ E                               | Ōsaka                | ,          |
|                 | 46  | Pont Ohmishima                                | 大三島橋             | 297      | 328   | Arc Acier, tablier intermédiaire                                                                      | Nishiseto Expy Mer intérieure de Seto                                      | 1979      | Île Ohmishima - Île Hakata 34° 12′ 57,7″ N, 133° 03′ 20,3″ E          | Ehime                |            |
|                 | 47  | Deuxième pont d'Ondo en construction          | 第2音戸大橋          | 292      |       | Arc Acier, tablier intermédiaire                                                                      | Détroit de Ondo-no-seto (Mer intérieure de Seto)                           | 2013      | Ondochō 34° 11′ 53,3″ N, 132° 32′ 19,9″ E                             | Hiroshima            | [ 42 ]     |
|                 | 48  | Pont Yumemai                                  | 夢舞大橋             | 280      | 878   | Arc Acier, tablier intermédiaire Pont flottant Pont tournant                                          | Baie d'Osaka                                                               | 2001      | Ōsaka 34° 39′ 31,6″ N, 135° 23′ 58,4″ E                               | Ōsaka                |            |
|                 | 49  | Pont Eto                                      | 干支大橋             | 275      | 385   | Arc Acier, tablier intermédiaire                                                                      | Japan National Route 218 Gokase-gawa                                       | 1995      | Kitakata 32° 36′ 15,2″ N, 131° 28′ 45,2″ E                            | Miyazaki             | [ 43 ]     |
|                 | 50  | Pont Twinkle Kisogawa                         | 木曽川橋             | 275 (x3) | 1145  | Extradossé Tablier caisson béton, pylônes et piles béton 160+275x3+160                                | Isewangan Expy Kiso-gawa - Baie d'Ise                                      | 2001      | Kuwana 35° 02′ 18,5″ N, 136° 44′ 31,8″ E                              | Mie                  | ,          |
|                 | 51  | Pont Twinkle Ibigawa                          | 揖斐川橋             | 271 (x4) | 1397  | Extradossé Tablier caisson béton, pylônes et piles béton 154+271x4+157                                | Isewangan Expy Kiso-gawa - Baie d'Ise                                      | 2001      | Kuwana 35° 01′ 43,1″ N, 136° 42′ 58,1″ E                              | Mie                  | ,          |
|                 | 52  | Pont Ujina                                    | 宇品大橋             | 270      |       | Poutre-caisson Acier, travée centrale arc bow-string 139+270+139                                      | Hiroshima Expy Route 3 Baie d'Hiroshima                                    | 1998      | Hiroshima 34° 21′ 26,3″ N, 132° 28′ 49,4″ E                           | Hiroshima            | [ 45 ]     |
|                 | 53  | Pont Fujikawa                                 | 富士川橋             | 265      | 381   | Arc Béton, tablier porté 2 ouvrages jumelés                                                           | Fuji Shizuoka prefectural road No. 396 Fuji-kawa                           | 2005      | Shizuoka 35° 10′ 54,4″ N, 138° 36′ 42,3″ E                            | Shizuoka             |            |
|                 | 54  | Pont Yabegawa                                 | 矢部川大橋           | 261      | 517   | Haubané Tablier caisson béton, pylônes béton 128+261+128                                              | Ariake Sea Coastal Road Yabegawa                                           | 2009      | Miyama – Yanagawa 33° 06′ 52,1″ N, 130° 26′ 06,9″ E                   | Fukuoka              |            |
| Image manquante | 55  | Pont Saigo                                    | 西郷大橋             | 260      | 270   | Arc Acier, tablier intermédiaire                                                                      | Mer du Japon                                                               | 1977      | Okinoshima 36° 12′ 05,2″ N, 133° 19′ 24,8″ E                          | Shimane              |            |
|                 | 56  | Pont Ikara                                    | 伊唐大橋             | 260      | 675   | Haubané Tablier caisson béton, pylônes béton 120+260+120                                              | Mer de Yatsushiro                                                          | 1996      | Nagashima 32° 13′ 07″ N, 130° 11′ 08,7″ E                             | Kagoshima            | [ 46 ]     |
|                 | 57  | Pont Tensho Takamatu                          | 天翔大橋             | 260      | 463   | Arc Béton, tablier porté                                                                              | Gokase-gawa                                                                | 2000      | Hinokage 32° 40′ 57″ N, 131° 19′ 56,1″ E                              | Miyazaki             |            |
|                 | 58  | Pont Chitose                                  | 千歳橋               | 260      | 365   | Arc Acier, tablier suspendu 260+105                                                                   | Baie d'Osaka                                                               | 2003      | Ōsaka 34° 38′ 46,8″ N, 135° 27′ 32,5″ E                               | Ōsaka                | [ 47 ]     |
|                 | 59  | Pont Kamagari                                 | 蒲刈大橋             | 255      | 480   | Treillis Acier 85+255+85                                                                              | Mer intérieure de Seto                                                     | 1979      | Île Shimo-Kamagari - Île Teshima 34° 11′ 05,3″ N, 132° 41′ 03,4″ E    | Hiroshima            | [ 48 ]     |
|                 | 60  | Pont de Kishiwada                             | 岸和田大橋           | 255      | 455   | Arc Acier, tablier intermédiaire bow-string 95+255+95                                                 | Hanshin Expy N°4 Bayshore Route Baie d'Osaka                               | 1993      | Kishiwada 34° 28′ 08,6″ N, 135° 22′ 11,4″ E                           | Ōsaka                | [ Note 1 ] |
|                 | 61  | Pont Jogakura                                 | 城ヶ倉大橋           | 255      | 360   | Arc Acier, tablier porté                                                                              | Aomori prefectural road No. 394                                            | 1995      | Aomori 40° 38′ 59,9″ N, 140° 49′ 32,9″ E                              | Aomori               | [ 49 ]     |
|                 | 62  | Pont Shin Hamadera                            | 新浜寺大橋           | 254      | 256   | Arc Acier, tablier suspendu bow-string                                                                | Hanshin Expy N°4 Bayshore Route Baie d'Osaka                               | 1994      | Sakai 34° 32′ 59,9″ N, 135° 26′ 29,4″ E                               | Ōsaka                | ,          |
| Image manquante | 63  | Pont Nishinomiyako                            | 西宮浜大橋           | 252      |       | Arc Acier, tablier suspendu bow-string                                                                | Hanshin Expy N°4 Bayshore Route Baie d'Osaka                               | 1994      | Nishinomiya 34° 42′ 51,3″ N, 135° 20′ 29,5″ E                         | Hyōgo                |            |
|                 | 64  | Pont Yobuko                                   | 呼子大橋             | 250      | 728   | Haubané Tablier caisson béton, pylônes béton 121+250+121                                              | Mer de Genkai                                                              | 1989      | Yobuko - Île de Kabe 33° 32′ 37,2″ N, 129° 52′ 52,6″ E                | Saga                 | [ 52 ]     |
|                 | 65  | Pont Namihaya                                 | なみはや大橋         | 250      | 1740  | Poutre-caisson Acier, pont courbe 170+250+160                                                         | Line No. 5 Yao Osaka Port Baie d'Osaka                                     | 1995      | Ōsaka 34° 38′ 44,8″ N, 135° 27′ 00,2″ E                               | Ōsaka                | [ 53 ]     |
|                 | 66  | Pont de la baie d'Imari                       | 伊万里湾大橋         | 250      | 651   | Arc Acier, tablier intermédiaire 70+250+70                                                            | Baie d'Imari                                                               | 2003      | Imari 33° 18′ 13,4″ N, 129° 49′ 47,1″ E                               | Saga                 | ,          |
|                 | 67  | Pont Eshima                                   | 江島大橋             | 250      | 1704  | Poutre-caisson Béton précontraint 55+150+250+150+55                                                   | Lac Nakaumi                                                                | 2004      | Sakaiminato 35° 31′ 08,44″ N, 133° 12′ 00,5″ E                        | Tottori              | [ 56 ]     |
|                 | 68  | Pont Yoshima                                  | 与島橋               | 245      | 13100 | Treillis Acier, tablier porté                                                                         | Seto-Chūō Expy Seto-Ōhashi Line Mer intérieure de Seto                     | 1988      | Île Yoshima 34° 23′ 37,2″ N, 133° 48′ 44,1″ E                         | Kagawa               | [ 24 ]     |
| Image manquante | 69  | Pont Takiyamakyo                              | 滝山峡大橋           | 243      |       | Arc Acier, tablier porté                                                                              | Japan National Route 218 Takiyama                                          | 1997      | Kake 34° 39′ 03,9″ N, 132° 17′ 41,3″ E                                | Hiroshima            |            |
|                 | 70  | Pont Kamome                                   | かもめ大橋           | 240      | 440   | Haubané Tablier caisson acier, pylônes acier, piles béton, suspension axiale                          | Baie d'Osaka                                                               | 1975      | Ōsaka 34° 36′ 42,3″ N, 135° 25′ 16,5″ E                               | Ōsaka                | [ Note 1 ] |
|                 | 71  | Pont Hamana                                   | 浜名大橋             | 240      | 1440  | Poutre-caisson Béton précontraint 2 ouvrages jumelés 55+140+240+140+55                                | Route nationale 1 Lac Hamana                                               | 1976      | Hamamatsu 34° 40′ 44,1″ N, 137° 35′ 51,7″ E                           | Shizuoka             |            |
|                 | 72  | Pont de la baie d'Aomori                      | 青森ベイブリッジ     | 240      | 1219  | Haubané Tablier caisson acier, pylônes acier 129+240+129                                              | Aomori Port Road Route 2 Baie d'Aomori                                     | 1992      | Aomori 40° 49′ 48,7″ N, 140° 44′ 13,3″ E                              | Aomori               |            |
|                 | 73  | Pont Toyohama                                 | 豊浜大橋             | 240      | 543   | Treillis Acier 107+240+107                                                                            | Mer intérieure de Seto                                                     | 1992      | Île Osaki-Shimozima - Île Teshima 34° 10′ 18,25″ N, 132° 48′ 01,8″ E  | Hiroshima            | [ 57 ]     |
|                 | 74  | Tokyo Wan Aqua-Line                           | 東京湾アクアライン   | 240      | 4384  | Poutre-caisson Acier                                                                                  | Japan National Route 409 Tokyo Wan Aqua-Line Baie de Tokyo                 | 1997      | Kawasaki - Kisarazu 35° 27′ 15,7″ N, 139° 53′ 17,8″ E                 | Kanagawa Chiba       |            |
|                 | 75  | Nouveau pont Saikai                           | 新西海橋             | 240      |       | Arc CFST, tablier intermédiaire                                                                       | Saikai Pearl Line Baie d'Ōmura                                             | 2006      | Nishi-Sonogi - Île Hario 33° 03′ 14,6″ N, 129° 45′ 18,6″ E            | Nagasaki             |            |
| Image manquante | 76  | Pont du barrage d'Ohdo                        | 大渡ダム大橋         | 238      |       | Suspendu Tablier treillis acier, pylônes acier, piles béton                                           | Niyodo                                                                     | 1983      | Niyodogawa 33° 32′ 44,7″ N, 133° 06′ 01,4″ E                          | Kōchi                |            |
| Image manquante | 77  | Pont Hikoshima                                | 彦島大橋             | 236      |       | Poutre-caisson Béton précontraint                                                                     | Yamaguchi prefectural road No. 252 Mer du Japon                            | 1975      | Shimonoseki 33° 57′ 11,5″ N, 130° 54′ 20,2″ E                         | Yamaguchi            |            |
|                 | 78  | Pont Beppu Myoban                             | 別府明礬橋           | 235      | 411   | Arc Béton, tablier porté                                                                              | Oita Expy                                                                  | 1989      | Beppu 33° 18′ 58,2″ N, 131° 27′ 19,6″ E                               | Ōita                 |            |
|                 | 79  | Pont Yahagigawa                               | 豊田アローズブリッジ | 235 (x2) | 820   | Haubané Tablier caisson mixte acier/béton, pylônes béton, appui central 173+235+235+173               | Isewangan Expy Yahagi-gawa                                                 | 2005      | Toyota 35° 02′ 24,1″ N, 137° 10′ 25,9″ E                              | Aichi                | ,          |
|                 | 80  | Pont Urado                                    | 浦戸大橋             | 230      |       | Poutre-caisson Béton précontraint 55+130+230+130+55                                                   | Kōchi prefectural road No. 14 Baie d'Urado                                 | 1972      | Kōchi 33° 30′ 00″ N, 133° 34′ 04″ E                                   | Kōchi                | [ 59 ]     |
|                 | 81  | Pont Kiyosuna                                 | 清砂大橋             | 230      | 1317  | Haubané Asymétrique, tablier caisson acier, pylônes acier, piles béton                                | Tokyo Route 10 Ara-kawa                                                    | 2004      | Tokyo 35° 39′ 55,8″ N, 139° 50′ 44,8″ E                               | Tokyo Kōtō - Edogawa |            |
|                 | 82  | Pont Hayase                                   | 早瀬大橋             | 222      | 623   | Treillis Acier                                                                                        | Japan National Route 487 Mer intérieure de Seto                            | 1973      | Île Higashi-Noumi - Île Kurahashi 34° 09′ 18,4″ N, 132° 29′ 30,9″ E   | Hiroshima            | [ 60 ]     |
|                 | 83  | Pont Seiun (Miyazaki)                         | 青雲橋               | 220      | 410   | Arc Acier, tablier porté                                                                              | Japan National Route 218                                                   | 1984      | Hinokage 32° 39′ 33,4″ N, 131° 23′ 24,5″ E                            | Miyazaki             | [ 61 ]     |
|                 | 84  | Pont Katsushika                               | かつしかハープ橋     | 220      |       | Haubané Asymétrique, tablier caisson acier, pylônes acier, pont courbe 40+134+220+60                  | Metropolitan Expressway Central Circular Route                             | 1987      | Tokyo 35° 43′ 18″ N, 139° 50′ 34,8″ E                                 | Tokyo Katsushika     |            |
|                 | 85  | Pont Utsumi-Ohashi                            | 内海大橋             | 220      | 832   | Arc Acier, tablier suspendu bow-string                                                                | Hiroshima prefectural road No. 53 Mer intérieure de Seto                   | 1989      | Numakuma 34° 22′ 32,7″ N, 133° 19′ 19,6″ E                            | Hiroshima            | ,          |
|                 | 86  | Pont Tokunoyamahattoku                        | 徳之山八徳橋         | 220      | 503   | Extradossé Tablier caisson béton, pylônes béton 140+220+140                                           | Japan National Route 417 Ibi-gawa                                          | 2006      | Fujihashi 35° 36′ 30,5″ N, 136° 28′ 07,4″ E                           | Gifu                 | [ 64 ]     |
|                 | 87  | Pont Shintabisoko                             | 新旅足橋             | 220      | 462   | Poutre-caisson Béton précontraint 119+220+119                                                         | Japan National Route 418 Vallée d'Ashikawa                                 | 2010      | Yaotsu 35° 29′ 05,5″ N, 137° 11′ 37,8″ E                              | Gifu                 | [ 65 ]     |
|                 | 88  | Pont Kashirajima                              | 頭島大橋             | 218      | 300   | Arc Béton, tablier porté                                                                              | Mer intérieure de Seto                                                     | 2004      | Île de Kashirajima - Île de Kakuijima 34° 42′ 19″ N, 134° 17′ 08,9″ E | Okayama              | [ 66 ]     |
|                 | 89  | Pont de Kobe                                  | 神戸大橋             | 217      | 319   | Arc Acier, tablier intermédiaire à 2 niveaux                                                          | Baie d'Osaka                                                               | 1970      | Kobe - île du Port 34° 40′ 42″ N, 135° 12′ 13,4″ E                    | Hyōgo                |            |
|                 | 90  | Pont de l'île de Rokko                        |                      | 217      |       | Arc Acier, tablier suspendu à 2 niveaux bow-string                                                    | Hanshin Expy N°4 Bayshore Route Baie d'Osaka                               | 1993      | Kobe - Île de Rokkō 34° 42′ 01,7″ N, 135° 16′ 25,1″ E                 | Hyōgo                |            |
|                 | 91  | Pont Saikai                                   | 西海橋               | 216      |       | Arc Acier, tablier porté                                                                              | Japan National Route 202 Baie d'Ōmura                                      | 1955      | Nishi-Sonogi - Île Hario 33° 03′ 11,2″ N, 129° 45′ 28,6″ E            | Nagasaki             |            |
| Image manquante | 92  | Pont Onomichi                                 | 尾道大橋             | 215      | 386   | Haubané Tablier caisson acier, pylônes acier, piles béton 85+215+85                                   | Onomichi-Ohashi Toll Rd. Japan National Route 317 Mer intérieure de Seto   | 1968      | Onomichi - Île Mukoujima 34° 24′ 33,4″ N, 133° 13′ 00,6″ E            | Hiroshima            | [ 67 ]     |
|                 | 93  | Pont Shin-Onomichi                            | 新尾道大橋           | 215      | 546   | Haubané Tablier caisson acier, pylônes acier, piles béton, suspension axiale 85+215+85+80x2           | Nishiseto Expy Mer intérieure de Seto                                      | 1999      | Onomichi - Île Mukoujima 34° 24′ 34,6″ N, 133° 12′ 59″ E              | Hiroshima            | [ 68 ]     |
|                 | 94  | Pont Okuaso                                   | 奥阿蘇大橋           | 210      |       | Arc Acier, tablier porté                                                                              | Japan National Route 325                                                   | 1989      | Minamiaso 32° 47′ 25,4″ N, 131° 12′ 07,9″ E                           | Kumamoto             |            |
| Image manquante | 95  | Pont Yakatagawa-Nijino                        | 矢形川虹の大橋       | 210      |       | Arc Acier, tablier porté                                                                              |                                                                            | 2003      | Mifune 32° 44′ 50,5″ N, 130° 51′ 32,9″ E                              | Kumamoto             |            |
|                 | 96  | Pont d'accès à l'aéroport de Kitakyushu       | 新北九州空港連絡橋   | 210      | 2100  | Arc Acier, tablier intermédiaire, suspension axiale                                                   | Fukuoka prefectural road No. 245 Mer intérieure de Seto                    | 2005      | Kitakyūshū 33° 49′ 21,5″ N, 131° 01′ 16,7″ E                          | Fukuoka              |            |
| Image manquante | 97  | Pont Warumi                                   | ワルミ大橋           | 210      | 315   | Arc Béton, tablier porté                                                                              | Okinawa prefectural road No. 248 Mer de Chine orientale                    | 2010      | Île Okinawa 26° 40′ 03″ N, 127° 59′ 41,8″ E                           | Okinawa              | [ 69 ]     |
|                 | 98  | Pont Usuginu                                  | 北上大橋             | 208      | 482   | Arc Acier, tablier suspendu 136+208+136                                                               | Usuginu By-pass Japan National Route 284 Kitakami-gawa                     | 2003      | Ichinoseki 38° 53′ 54,9″ N, 141° 15′ 49,9″ E                          | Iwate                | [ 70 ]     |
|                 | 99  | Pont Suwagawa                                 | 諏訪川橋             | 208      |       | Arc Acier, tablier suspendu Pont bow-string                                                           | Ariake Sea Coastal Road 208 Suwa-gawa                                      | 2012      | Ōmuta 33° 01′ 18,5″ N, 130° 25′ 39,7″ E                               | Fukuoka              |            |
| Image manquante | 100 | Troisième pont d'Agatsumagawa en construction | 第三吾妻川橋りょう   | 203      |       | Arc Acier, béquilles béton, tablier intermédiaire                                                     | New Agatsuma Line Agatsuma                                                 | 2013      | Naganohara 36° 32′ 40,1″ N, 138° 39′ 18,6″ E                          | Gunma                |            |
|                 | 101 | Pont Nijino                                   | 虹の大橋             | 200      |       | Arc Acier, tablier porté                                                                              | Kanagawa prefectural road No. 64 Lac Miyagase                              | 1985      | Sagamihara 35° 31′ 58,4″ N, 139° 13′ 04,4″ E                          | Kanagawa             |            |
|                 | 102 | Pont Ayunose                                  | 鮎の瀬大橋           | 200      | 390   | Haubané Monopylône, pylône béton                                                                      | Midorikawa                                                                 | 1999      | Yamato 32° 38′ 54,4″ N, 131° 00′ 11,5″ E                              | Kumamoto             |            |
| Image manquante | 103 | Pont Ideka Hesokko                            | 池田へそっ湖大橋     | 200      | 705   | Arc Béton, tablier porté 134+200+160+130+79                                                           | Tokushima Expy Yoshino-gawa                                                | 2000      | Miyoshi 34° 01′ 30,7″ N, 133° 47′ 00,4″ E                             | Tokushima            |            |
|                 | 104 | Pont Bando                                    | 坂東大橋             | 200      | 936   | Haubané Tablier caisson acier, pylônes acier, piles béton                                             | Japan National Route 462 Tone-gawa                                         | 2004      | Isesaki - Honjō 36° 15′ 48,8″ N, 139° 11′ 32,7″ E                     | Gunma Saitama        |            |
|                 | 105 | Sky Gate Bridge R                             | 関西国際空港連絡橋   | 150      | 3750  | Treillis Acier, 2 niveaux 90+95+109x2+150x3                                                           | Japan National Route 481 Baie d'Osaka                                      | 1991      | Ōsaka 34° 25′ 33″ N, 135° 16′ 44,1″ E                                 | Ōsaka                | ,          |

## Grandes passerelles
Les passerelles du Japon ayant des portées supérieures à 200 m sont présentées ci-dessous avec leurs hauteurs libres respectives (liste non exhaustive).
|  |   | Nom                           | Japonais           | Portée | Hauteur | Type           | Voie portée Voie franchie | Date | Localisation                                   | Préfecture | Ref.   |
|  | - | ----------------------------- | ------------------ | ------ | ------- | -------------- | ------------------------- | ---- | ---------------------------------------------- | ---------- | ------ |
|  | 1 | Pont Kokonoe Yume Otsurihashi | 九重"夢"大吊橋     | 390    | 173     | Suspendu Acier | Passerelle Narukogawa     | 2006 | Kokonoe 33° 10′ 26″ N, 131° 13′ 36″ E          | Ōita       |        |
|  | 2 | Pont Ryujin                   | 竜神大吊橋         | 375    | 117     | Suspendu Acier | Passerelle                | 1994 | Hitachiōta 36° 41′ 02″ N, 140° 27′ 56,9″ E     | Ibaraki    |        |
|  | 3 | Pont suspendu de Momijidani   | もみじ谷大吊橋     | 320    |         | Suspendu Acier | Passerelle Naka-gawa      | 1999 | Nasushiobara 36° 57′ 13,3″ N, 139° 52′ 50,6″ E | Tochigi    |        |
|  | 4 | Pont suspendu de Miyagase     | 水の郷大つり橋     | 315    |         | Suspendu Acier | Passerelle Lac Miyagase   | 1995 | Miyagase 35° 31′ 25,2″ N, 139° 13′ 44,2″ E     | Kanagawa   |        |
|  | 5 | Pont suspendu de Tanise       | 谷瀬の吊り橋       | 297    | 54      | Suspendu Acier | Passerelle Kumano-gawa    | 1954 | Totsukawa 34° 06′ 07,2″ N, 135° 45′ 46″ E      | Nara       | [ 73 ] |
|  | 6 | Pont Aya Teruha               | 照葉大吊橋         | 250    | 142     | Suspendu Acier | Passerelle Ryonan-gawa    | 1984 | Aya 32° 01′ 47,2″ N, 131° 11′ 39,9″ E          | Miyazaki   |        |
|  | 7 | Pont Mii-Soyokaze             | 三井そよかぜ橋     | 231    |         | Suspendu Acier | Passerelle Sagami         | 2012 | Midori-ku 35° 35′ 19,8″ N, 139° 16′ 04,7″ E    | Kanagawa   |        |
|  | 8 | Ueno Skybridge                | 上野スカイブリッジ | 225    | 90      | Suspendu Acier | Passerelle                | 1998 | Ueno 36° 04′ 19″ N, 138° 46′ 43″ E             | Gunma      | [ 74 ] |